# El espeluznante doctor Bíchez
El espeluznante doctor Bíchez es una historieta publicada en 1998 del dibujante de cómics español Francisco Ibáñez perteneciente a la serie Mortadelo y Filemón.

## Trayectoria editorial
Publicada en 1998 en el n.º 77 de Magos del Humor y más tarde en el n.º 146 de la Colección Olé.

## Sinopsis
El Doctor Bíchez, un gran científico criminal, ha logrado sintetizar los cromosomas de ciertos insectos en unas pastillas que, al tragárselas, lo convierten en dicho insecto a tamaño humano: avispas, escarabajos, tijeretas... 
El doctor empleará esta fantástica habilidad para cometer serios delitos con total impunidad.
El Súper encarga a Mortadelo y Filemón que detengan al doctor y que le incauten sus pastillas antes de que cause destrozos mayores.